# Người Canada gốc Pháp
Người Canada gốc Pháp (được gọi là Canadien theo tiếng Pháp chủ yếu trước thế kỷ 20; tiếng Anh: French Canadians tiếng Pháp: Canadiens français, phát âm tiếng Pháp: [kanadjɛ̃ fʁɑ̃sɛ]; giống cái: Canadiennes françaises, phát âm tiếng Pháp: [kanadjɛn fʁɑ̃sɛz]) là một nhóm sắc tộc có nguồn gốc từ những người thực dân Pháp đến định cư tại Canada bắt đầu từ thế kỷ 17. Dân tộc Canada thuộc Pháp (bao gồm cả những người không còn nói tiếng Pháp) tạo thành nhóm sắc tộc lớn thứ hai ở Canada, sau nhóm người Anh.
Cho đến khi Đạo luật ngôn ngữ chính thức được ban hành vào năm 1969, thuật ngữ "người Canada gốc Pháp" đôi khi được sử dụng để chỉ người Canada nói tiếng Pháp (hiện được gọi là "người Canada Francophone"). Người Canada gốc Pháp chiếm phần lớn người nói tiếng Pháp bản xứ tại Canada, chiếm 22% tổng dân số của quốc gia, cũng như phần lớn dân số của Québec, nơi họ được gọi là người Québec hoặc người Québécois. Các nhóm thiểu số người Canada gốc Pháp tồn tại ở một số vùng nhất định của Canada và Hoa Kỳ. Một số nhóm dân tộc nói tiếng Pháp như người Acadia, Brayon và Métis có thể được bao gồm trong nhóm Canada gốc Pháp trong ngữ cảnh ngôn ngữ, nhưng chúng được coi là riêng biệt các nhóm dân tộc và văn hóa từ người Canada thuộc Pháp do lịch sử khác biệt của họ.
Trong suốt thế kỷ 17, những người Pháp định cư chủ yếu đến từ phía tây và phía bắc của Pháp định cư Canada. Chính từ họ đã sinh ra dân tộc Canada gốc Pháp. Sau đó, trong suốt thế kỷ 17 đến thế kỷ 18, người Canada gốc Pháp đã mở rộng khắp Bắc Mỹ và thuộc địa hóa các vùng, thành phố và thị trấn khác nhau. Kết quả là ngày nay, những người gốc Canada gốc Pháp có thể được tìm thấy trên khắp Bắc Mỹ. Từ năm 1840 đến năm 1930, nhiều người Canada gốc Pháp nhập cư đến New England, một sự kiện được gọi là Grande Hémorragie.

## Hiệu kỳ

Người Québécois
Người Acadia
Người Alberta gốc Pháp
Fransaskois
Người Columbia gốc Pháp
Người Manitoba gốc Pháp
Người Ontario gốc Pháp
Người Yukon gốc Pháp
Người Nunavut gốc Pháp
Người Ténois gốc Pháp
Người Terreneuvia gốc Pháp